# Árpás
Árpás ist eine ungarische Gemeinde im Kreis Tét im Komitat Győr-Moson-Sopron.

## Geografische Lage
Árpás liegt neun Kilometer westlich der Kreisstadt Tét, am linken Ufer des Flusses Rába. Nachbargemeinden sind Mórichida und Egyed.

## Geschichte
Im Jahr 1913 gab es in der damaligen Kleingemeinde 108 Häuser und 602 Einwohner auf einer Fläche von 2419 Katastraljochen. Sie gehörte zu dieser Zeit zum Bezirk Csorna im Komitat Sopron.

## Sehenswürdigkeiten
- Glockenturm ais Holz (Harangláb)
- Marienstatue (Szűz Mária szobor)
- Römisch-katholische Kirche Szent Jakab apostol (St. Jakobus), ursprünglich erbaut 1251, zwischen Mórichida und Árpás gelegen, mit Kreuzwegstationen neben der Kirche
- Römisch-katholische Kapelle Nepomuki Szent János, erbaut um 1780, in der sich eine Nepomuki-Szent-János-Statue befindet
- Weltkriegsdenkmal (I. világháborús emlékmű)

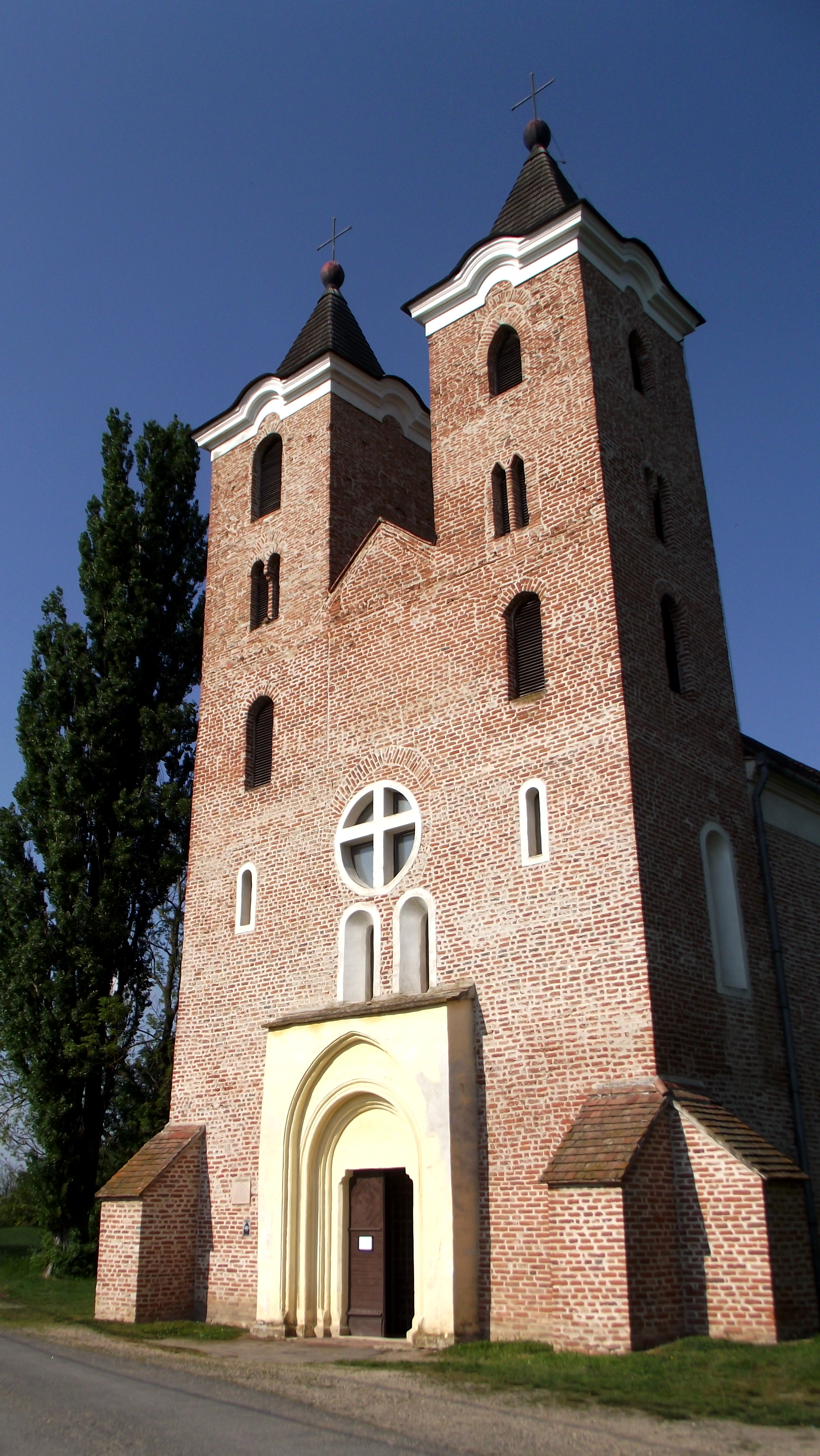
Katholische Kirche Szent Jakab apostol
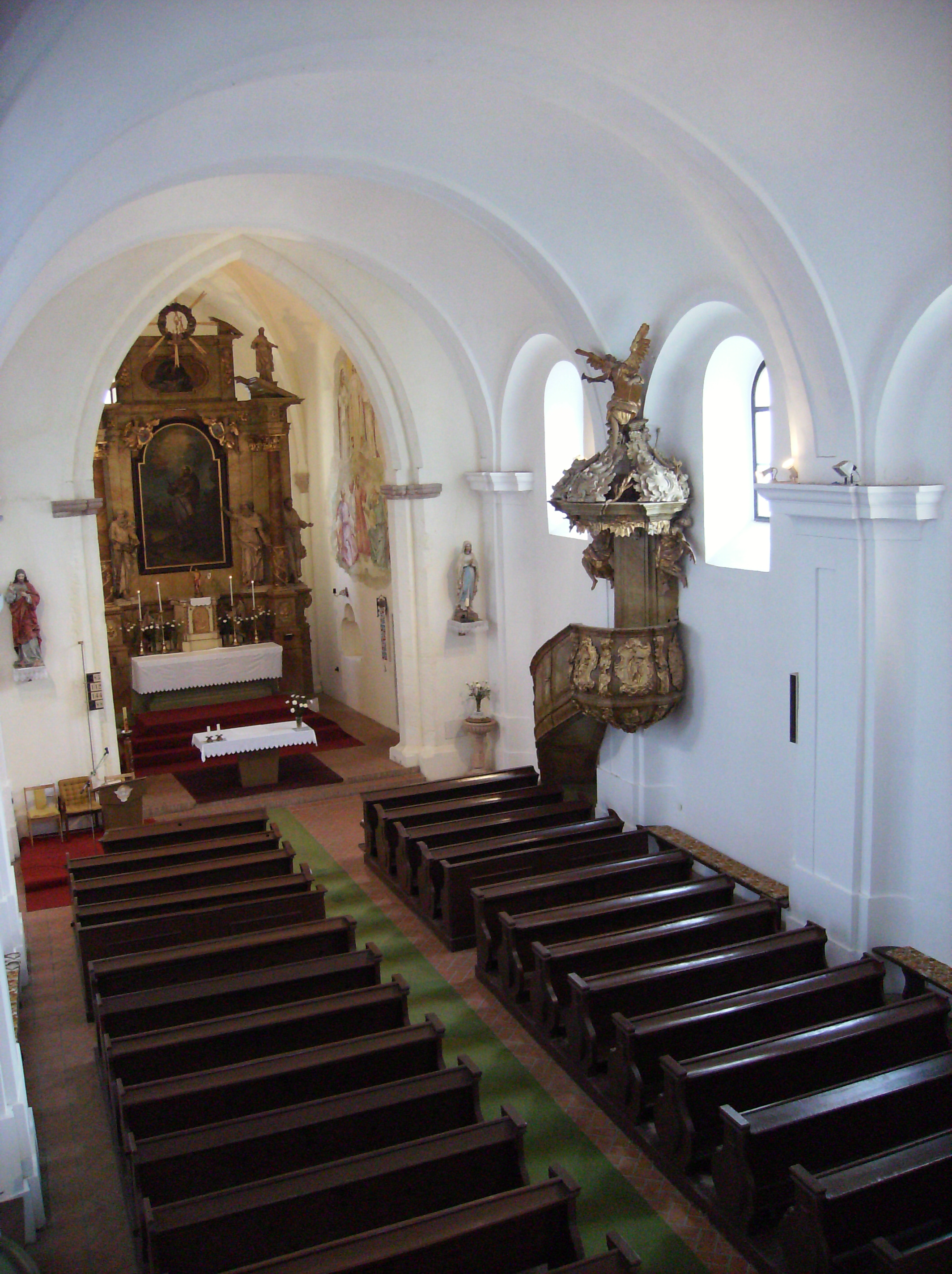
Innenraum der Kirche
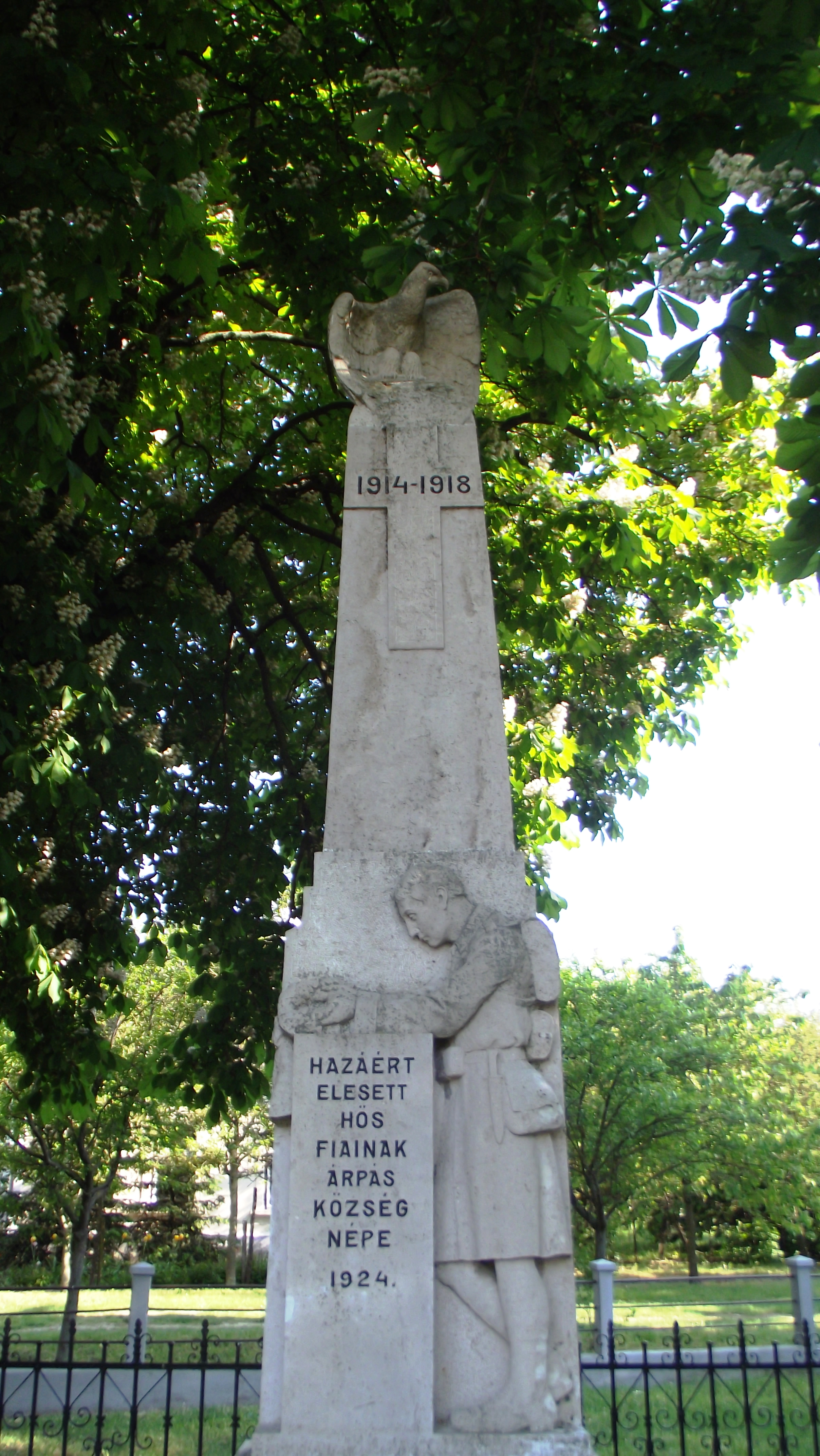
Gedenkstätte für Opfer des Ersten Weltkrieges
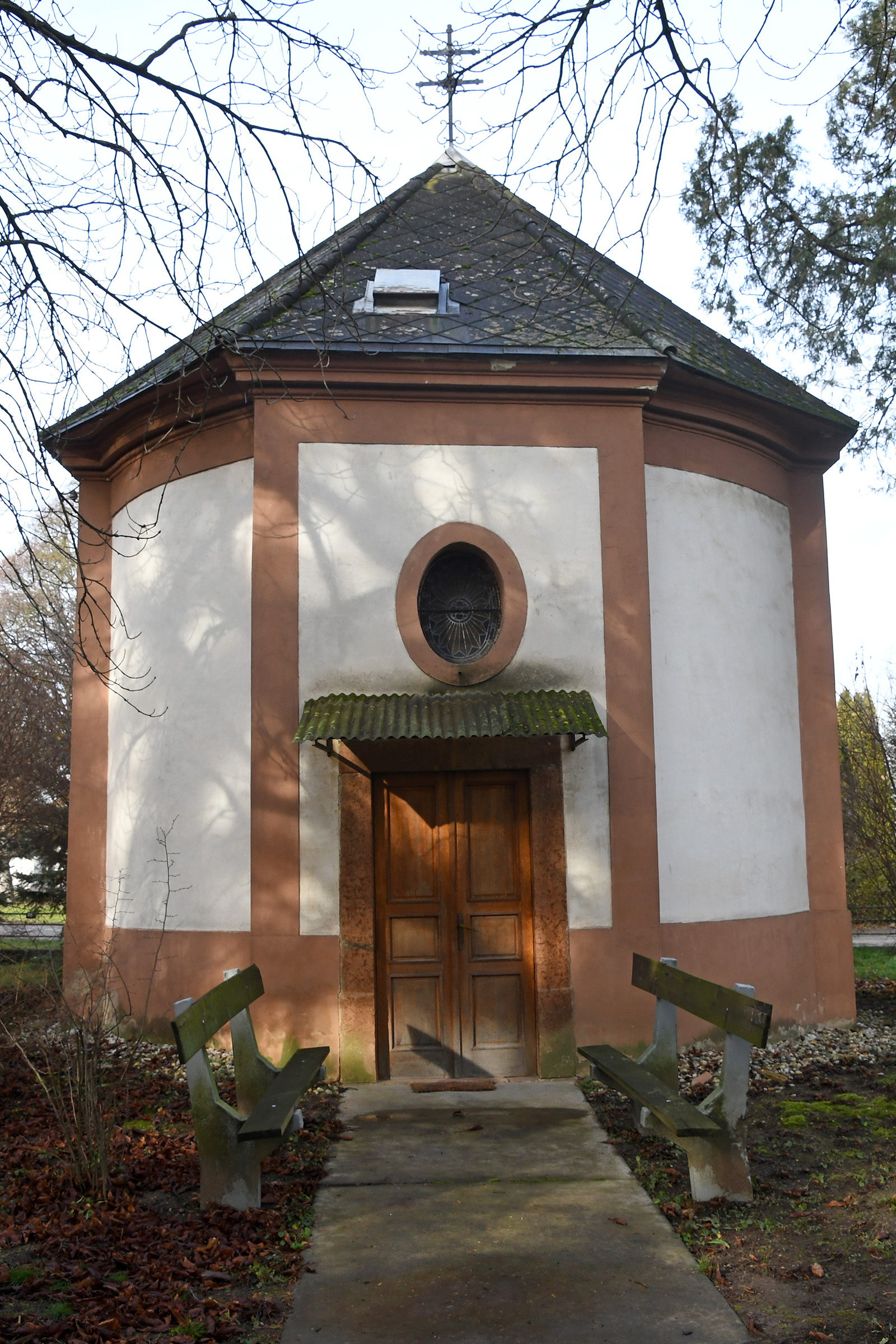
Nepomuki-Szent-János-Kapelle
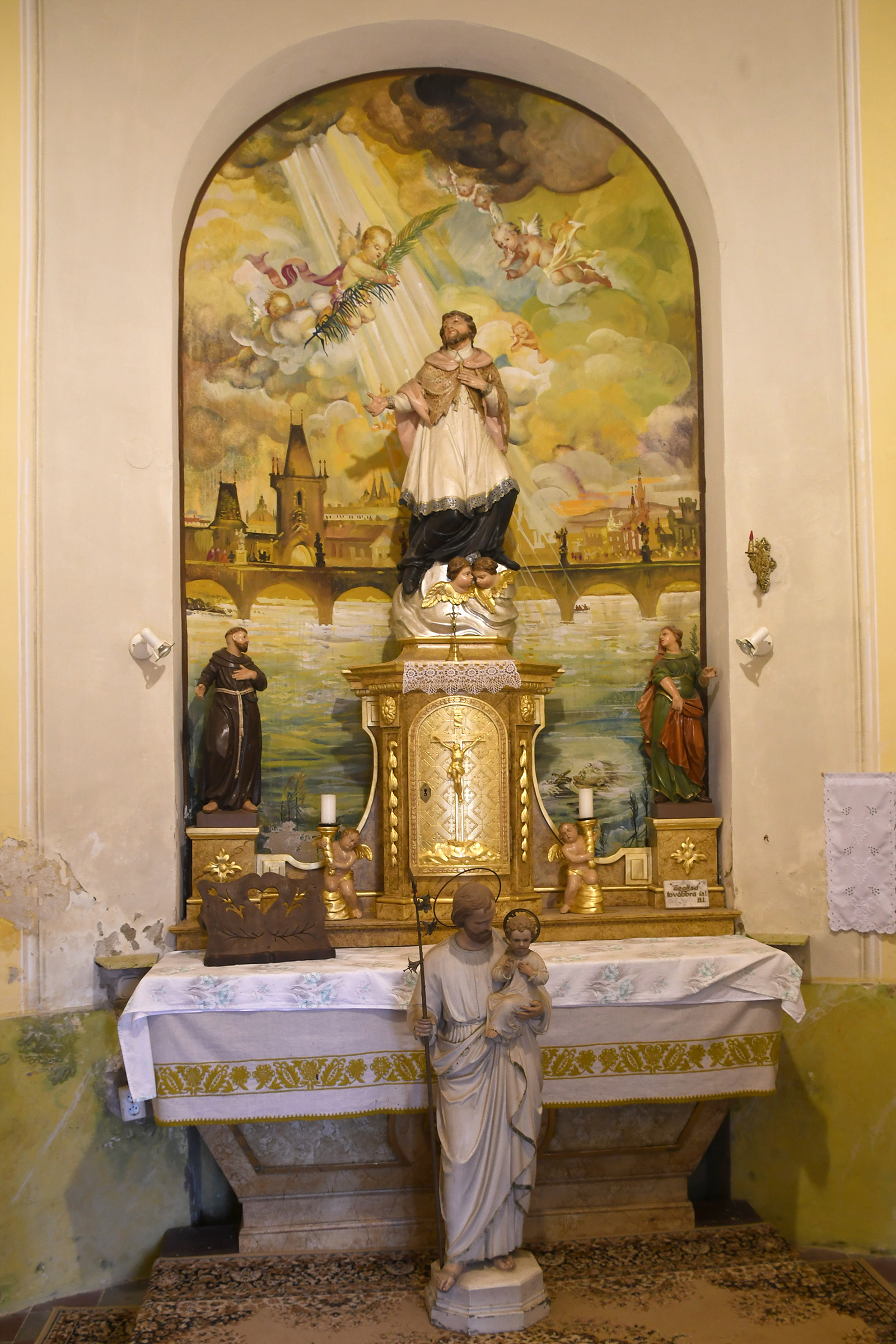
Altar mit Nepomuki-Szent-János-Statue
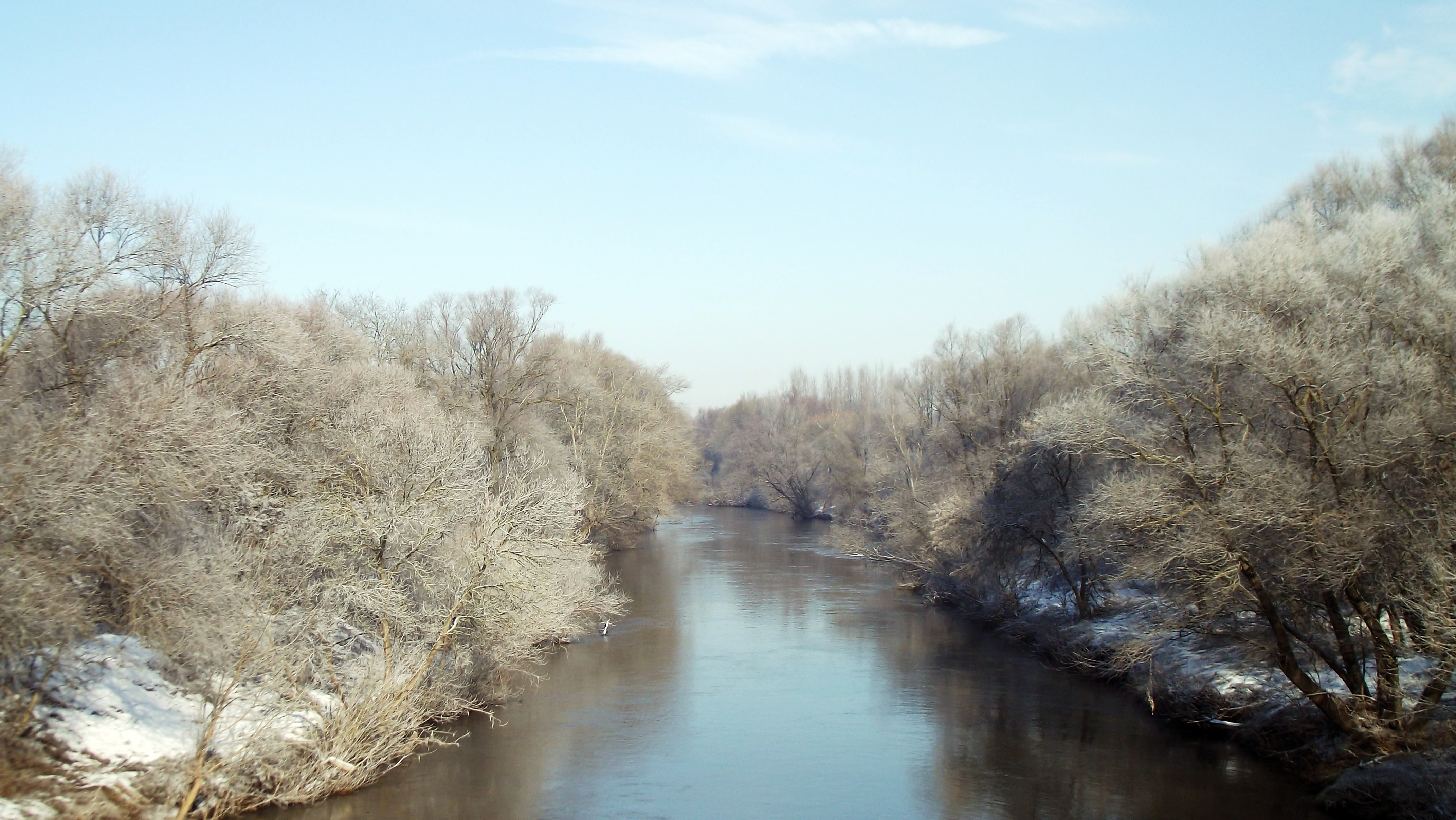
Der Fluss Rába bei Árpás im Winter

## Verkehr
Durch den Ort verläuft die Landstraße Nr. 8419 von Egyed nach Mórichida. Es bestehen Busverbindungen nach Egyed sowie über Mórichida, Tét und Győrszemere nach Győr. Der nächstgelegene Bahnhof befindet sich ungefähr acht Kilometer westlich in Egyed-Rábacsanak.